# Cung điện Salm
Cung điện Salm (tiếng Séc: Salmovský palác) là một cung điện lịch sử mang phong cách cổ điển, nằm trên quảng trường Hradčany, ở thủ đô Praha, Cộng hòa Séc. Cung điện này có tên trong danh sách các di tích văn hóa từ ngày 3 tháng 5 năm 1958. Hiện nay, cung điện Salm và cung điện Schwarzenberg đều do Phòng trưng bày Quốc gia Praha quản lý.

## Lịch sử
- 1800 - 1811: Cung điện được Tổng giám mục Praha - William Florentin (Hoàng tử Salm-Salm) xây dựng theo phong cách cổ điển dựa theo thiết kế của kiến trúc sư người Séc František Pavíček (1776–1861).[3][4]
- Năm 1811: Cung điện được gia đình quý tộc Schwarzenberg mua lại.
- Năm 1940: Cung điện bị quân Đức Quốc Xã tịch thu.
- Năm 1947: Nhà nước Tiệp Khắc sở hữu cung điện này.
- Từ năm 2002: Phòng trưng bày Quốc gia Praha bắt đầu quản lý cung điện Salm.[2]
- Năm 2006: Việc nghiên cứu khảo cổ và tân trang cung điện được tiến hành.
- Từ ngày 17 tháng 10 năm 2014: Phòng trưng bày Quốc gia Praha tổ chức triển lãm các tác phẩm nghệ thuật ở tầng 1 và tầng 2 của cung điện Salm. Tầng trệt được sử dụng làm nơi trưng bày quy mô nhỏ.[5]